# Германско-угандийские отношения
Германско-угандийские отношения — двусторонние дипломатические отношения между Германией и Угандой. Уганда является одной из приоритетных стран по поступлению германской помощи в целях развития, и более 100 ассоциаций и инициатив из Германии поддерживают гуманитарные проекты в Уганде.
Государства являются членами Всемирной торговой организации и Организации Объединённых Наций.

## История
27 февраля 1890 года был подписан Договор об Уганде между немецким колонизатором Карлом Петерсом и королём (кабакой) Мвангой II из Буганды. Договор предусматривал расширение Германской Восточной Африки на территории к северу от озера Виктория. Однако после подписания Занзибарского договора Договор об Уганде утратил своё значение, и Уганда стала британским протекторатом.
В 1962 году Федеративная Республика Германия (ФРГ) и Уганда, которая стала независимой, установили дипломатические отношения. Хайнц Версдёрфер стал первым послом ФРГ в Уганде. Два года спустя были начаты первые проекты в рамках двустороннего партнёрства в целях развития. В 1973 году Уганда установила дипломатические отношения с Германской Демократической Республикой (ГДР).
В 1976 году международный аэропорт Энтеббе стал местом проведения операции «Энтеббе», в ходе которой израильский спецназ освободил заложников от палестинских и германских террористов. Угандийский президент Иди Амин поддерживал террористов, что создало напряжённость в отношениях с Западом.
В 2000 году в Хайльбронне была основана Deutsch-Ugandische Gesellschaft e.V. В 2007 году Федеральное министерство экономического сотрудничества и развития Германии объявило Уганду приоритетной страной для получения германской помощи в целях развития.

## Экономические отношения
В 2021 году объём товарооборота между государствами составил сумму 231 миллион евро. Уганда экспортирует в Германию сырьё и сельскохозяйственную продукцию, кофе, золото, чай и рыбу. Уганда импортирует из Германии промышленную и химическую продукцию.
Германия является крупным донором помощи в целях развития Уганды. Основное внимание при оказании помощи Германией уделяется возобновляемым источникам энергии и энергоэффективности, содействию гражданскому обществу и сельскому хозяйству, а также развитию сельских районов, включая защиту водных ресурсов Уганды. Кроме того, Федеративная Республика Германия оказывает гуманитарную помощь беженцам в Уганде.

## Культура
В Уганде есть Институт имени Гёте, который занимается продвижением немецкой культуры и языка. Германская служба академических обменов также действует в Уганде, а немецкий язык преподается в 14 школах.
Германская певица Дина (настоящее имя Сабрина Херр) стала поп-звездой в Уганде.

## Дипломатические представительства
- Германия имеет посольство в Кампале[7].
- Уганда содержит посольство в Берлине[8].